# Tranvia Cuneo-Borgo San Dalmazzo-Demonte
La tranvia Cuneo-Borgo San Dalmazzo-Demonte era una linea tranviaria interurbana che collegava le città di Cuneo, Borgo San Dalmazzo e Demonte dal 1877 al 1948.

## Storia

La linea del tram a Borgo San Dalmazzo

Sul finire degli anni Settanta del XIX secolo, sulla scia del successo di analoghe iniziative nel torinese, anche in provincia di Cuneo si promosse la costruzione di linee tranviarie. Tra le linee più richieste vi era la Cuneo-Borgo San Dalmazzo, per la quale nel 1877 fu ottenuta la concessione per la costruzione. A contendersi la concessione per l'esercizio della linea furono due società: la "Belga", che dal 1871 eserciva le tranvie urbane di Torino, e una società formata da due imprenditori italiani, Ercole Belloli e Carlo Chiapello, ai quali fu affidata la gestione della linea, inaugurata con trazione a cavalli il 7 ottobre 1877.
Poco tempo dopo l'inaugurazione l'impresa Belloli-Chiapello richiese l'autorizzazione ministeriale per sostituire i cavalli con una locomotiva a vapore. Dopo numerose prove la tranvia fu trasformata a trazione a vapore l'8 giugno 1878, tra le prime linee in Italia insieme alla Milano-Vaprio e alla Milano-Saronno-Tradate.

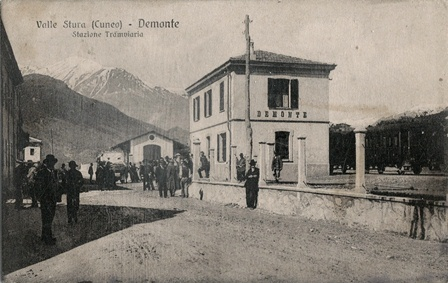
Stazione di Demonte lato strada

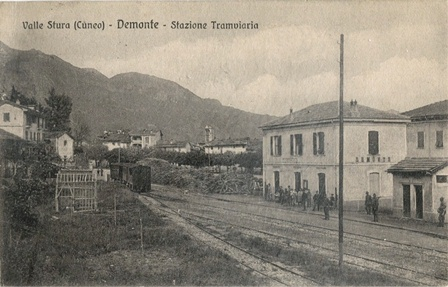
Stazione di Demonte lato binari

Nel 1887 gli eredi di Chiapello, che dal 1878 era rimasto unico titolare della società, cedettero la tranvia ai fratelli Delvecchio, gestori dal 1881 della tranvia Mondovì-San Michele. A loro volta i fratelli Delvecchio cedettero nell'ottobre 1890 la linea a Francesco Vigna Taglianti, imprenditore originario di Albiano d'Ivrea stabilitosi a Borgo San Dalmazzo dieci anni prima, il quale aveva contribuito alla costruzione della ferrovia Cuneo-Boves-Borgo San Dalmazzo e della rete stradale della Val Maira.

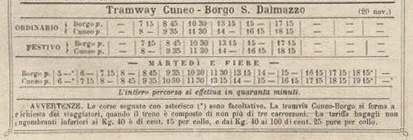
Orario del 1901

Nel dicembre 1908 la ditta Vigna Taglianti presentò all'amministrazione provinciale di Cuneo un progetto di allacciamento della linea alla rete della Compagnia Generale dei Tramways Piemontesi (CGTP), che si estendeva da Cuneo verso Saluzzo, Dronero, Pinerolo, Boves e Torino. Sin dal 1904 i comuni della Valle Stura di Demonte si erano mossi per un prolungamento della linea da Borgo San Dalmazzo sino a Demonte e Vinadio: a tal fine nel 1907 fu costituito un comitato per la costruzione della tranvia tra i comuni della valle.
Nel 1912 fu concessa ai fratelli Vigna Taglianti la costruzione e l'esercizio della linea Cuneo-Borgo San Dalmazzo-Demonte che sarebbe stata costruita con scartamento 1100 mm (dagli originari 1445 mm), permettendo il servizio cumulativo delle merci con la rete CGTP, che adottava il medesimo scartamento. I lavori si conclusero alla fine di novembre 1914; l'inaugurazione della linea avvenne il successivo 4 dicembre. L'orario prevedeva due o tre coppie di corse sull'intero percorso e tre-quattro coppie di corse tra Cuneo e Borgo San Dalmazzo; erano previste corse speciali nei giorni di mercato e di fiera.
La Prima guerra mondiale, scoppiata poco dopo l'inaugurazione della tranvia, influì sull'esercizio della linea. A colpire di più furono la mancanza di carbone fossile (cui si rimediò con l'impiego di carbone di legna) e la svalutazione della moneta: tra il 1913 e il 1924 le spese per il personale, la manutenzione e il combustibile aumentarono di sei volte, mentre i ricavi solo di tre, rendendo il bilancio del gestore della linea passivo.

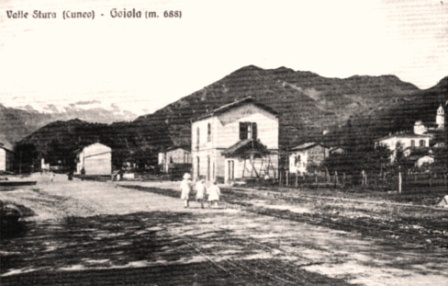
Gaiola, stazione tranviaria

Per rimediare alla concorrenza degli autobus negli anni trenta la società Vigna Taglianti (nel frattanto passata agli eredi del fondatore) rilevò gli automezzi delle ditte che gestivano i servizi tra Demonte e il Colle della Maddalena, istituendo corse automobilistiche quotidiane tra Cuneo e Argentera e servizi estivi tra Cuneo e Barcelonnette con coincidenze per Marsiglia e Torino. Tali autolinee contribuirono a peggiorare il servizio tranviario, tanto da far ipotizzare alla società concessionaria, a partire dal 1938, di smantellare la tranvia, ipotesi che fu accantonata con lo scoppio della seconda guerra mondiale. Nel 1935, inoltre, fu costruito un binario di raccordo per il traffico merci con la stazione di Cuneo della Società Anonima Tramvie Interprovinciali Piemontesi (SATIP), che aveva rilevato le attività della CGTP: sin dal 1918 la CGTP aveva attivato un servizio cumulativo con la Cuneo-Demonte.

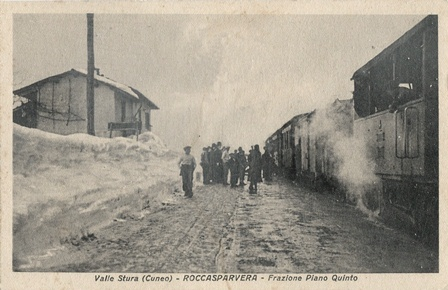
Impianti a Roccasparvera

La linea fu pesantemente colpita dal conflitto: con la caduta del fascismo i traffici si ridussero al minimo, per via delle difficoltà del momento e per la mancanza di combustibile. Inoltre, il 13 luglio 1944 gruppi partigiani fecero saltare il ponte dell'Olla sulla Stura, nei pressi di Gaiola, per tentare di isolare la valle Stura dalle armate naziste, provocando la divisione della linea in due tronchi. Il 19 agosto 1944 la stazione di Cuneo della tranvia fu gravemente lesionata in un bombardamento; due giorni dopo un tratto di linea fu danneggiato gravemente da un altro bombardamento a San Rocco Castagneretta.
La tranvia fu inattiva dal 2 marzo al 28 giugno 1945, a causa della distruzione di due locomotive operata da un gruppo di partigiani. Il servizio sull'intera linea riprese il 1º gennaio 1946, dopo la ricostruzione del ponte dell'Olla.
Con le morti dei due fratelli titolari della società concessionaria della tranvia, avvenute tra il 1945 e il 1946, la situazione della tranvia si aggravò ulteriormente. La linea chiuse il 17 dicembre 1948, sostituita da autoservizi curati dalla società Vigna Taglianti, assorbita nel 1953 dalla Nuova SATIP.

## Caratteristiche
La linea tranviaria era a binario singolo a scartamento ridotto di 1100 mm (a scartamento normale fino al 1914), quasi totalmente in sede promiscua. Si sviluppava per 26,352 km. Il raggio di curvatura era di 40 metri, la pendenza massima del 35 per mille. I tram potevano toccare una velocità massima di 35 km/h.

### Percorso
| Unused urban continuation backward |

| Unknown route-map component "uexBHF" |

| Unknown route-map component "uexBHF" |

| Unknown route-map component "uexHST" |

| Unknown route-map component "uexHST" |

| Unknown route-map component "uexHST" |

| Unknown route-map component "uexHST" |

| Unknown route-map component "uexHST" |

| Unknown route-map component "uexBHF" |

| Unknown route-map component "uexHST" |

| Unknown route-map component "uexHST" |

| Unknown route-map component "uexhKRZWae" |

| Unknown route-map component "uexBHF" |

| Unknown route-map component "uexHST" |

| Unknown route-map component "uexHST" |

| Unknown route-map component "uexHST" |

| Unknown route-map component "uexHST" |

| Unknown route-map component "uexhKRZWae" |

| Unknown route-map component "uexHST" |

| Unknown route-map component "uexKBHFe" |

La linea contava 23 tra fermate e stazioni, di cui:
- tre stazioni principali (Cuneo, Borgo San Dalmazzo e Demonte) dotate di alloggio per il capostazione, fabbricato viaggiatori, scalo merci con magazzino coperto, rimessa locomotive, rifornitore d'acqua, pesa a bilico e gru;
- una stazione secondaria (Gaiola) dotata di fabbricato viaggiatori, scalo merci scoperto, gru e pesa a bilico;
- quattro fermate dotate di raddoppi e scambi per manovre.

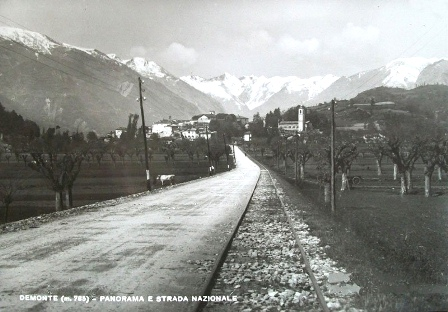
Demonte, strada nazionale

La tranvia partiva originariamente da piazza Vittorio Emanuele II, mentre con la ricostruzione fu spostato in piazzale Bellavista, sulla piazza dell'ex mercato dei cavalli.
Uscita da Cuneo la tranvia si immetteva sulla strada nazionale per il confine francese, sul lato sinistro sino a Borgo San Dalmazzo e sul lato destro da Borgo San Dalmazzo a Demonte.

## Materiale rotabile
Sulla tranvia prestarono servizio dal 1878 locomotive a vapore Krauss con una potenza di 48,61 CV e carrozze di costruzione Grondona già in servizio sulla tranvia ippotrainata.
Per la ricostruita tranvia la Breda fornì nel 1913 cinque locomotive di rodiggio 0-2-0 con potenza di 200 CV, in grado di raggiungere una velocità di 35 km/h. Il parco rotabili era completato da dodici carrozze chiuse, due vetture a terrazzini, otto carri merce chiusi, diciotto carri merce aperti e quattro carri a sponde basse.

### Materiale motore - prospetto di sintesi[32]
| Unità | Anno di costruzione | Costruttore | Tipo     | Scartamento | Velocità massima |
| ----- | ------------------- | ----------- | -------- | ----------- | ---------------- |
| 1 ÷ 2 | 1878                | Krauss      | a 2 assi | 1445 mm     | 15 km/h          |
| 3     | 1880                | Krauss      | a 2 assi | 1445 mm     | 15 km/h          |
| 1 ÷ 5 | 1914                | Breda       | a 2 assi | 1100 mm     | 30 km/h          |